# Saracatsanes

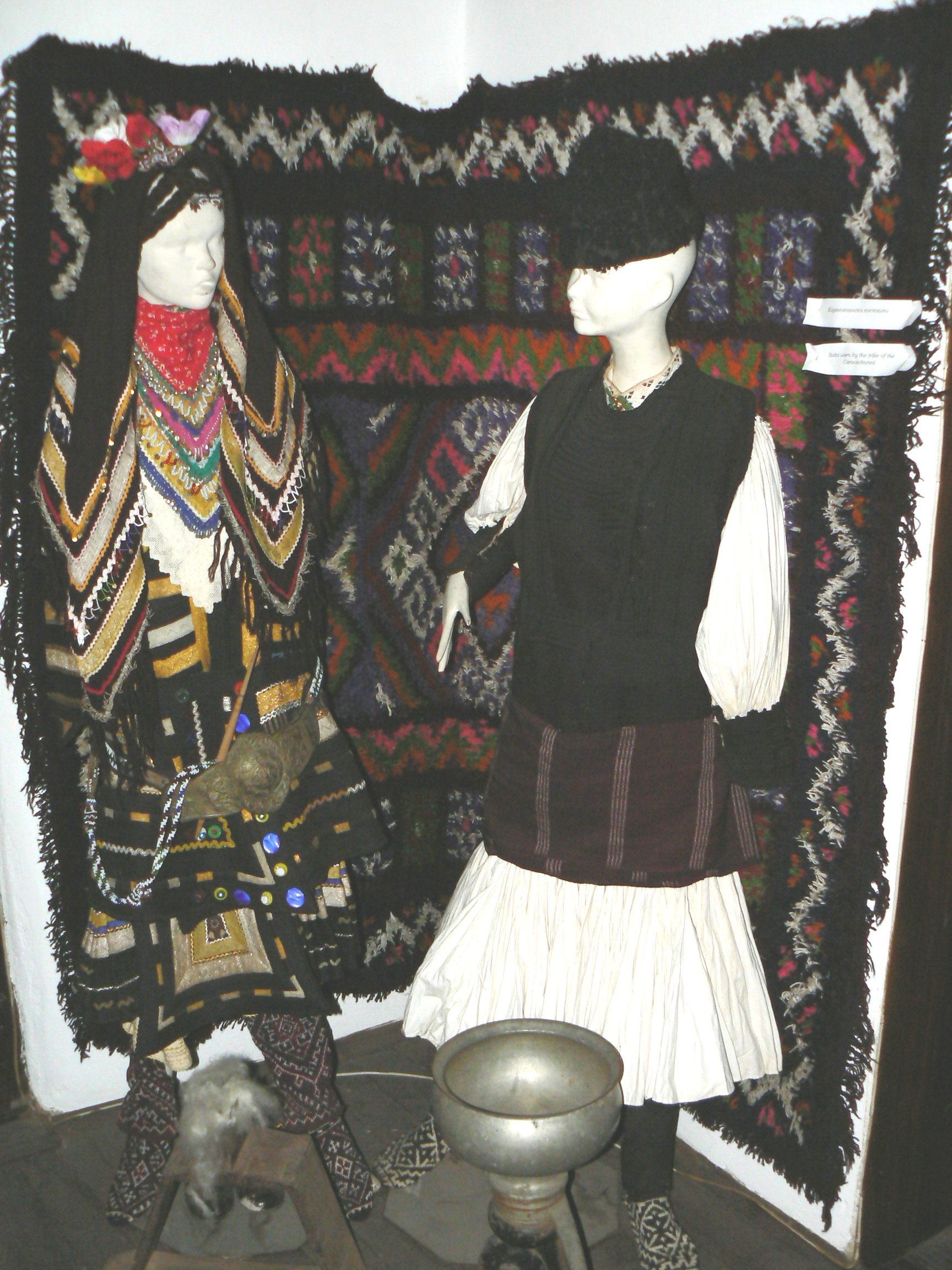
Costumes traditionnels des Saracatsanes de Berkovitza (Bulgarie).

Les Saracatsanes (en grec moderne : Σαρακατσάνοι - Sarakatsanoi, bulgare : Каракачани - Karakatchani) sont une confrérie de bergers hellénophones nomades d'Albanie, de Bulgarie et de Grèce qui, jusqu'au début du XXe siècle, vivait en transhumance permanente à travers la péninsule des Balkans, pratiquant le mariage à l'intérieur de la communauté et ne se mêlant pas aux populations sédentaires environnantes.

## Origines

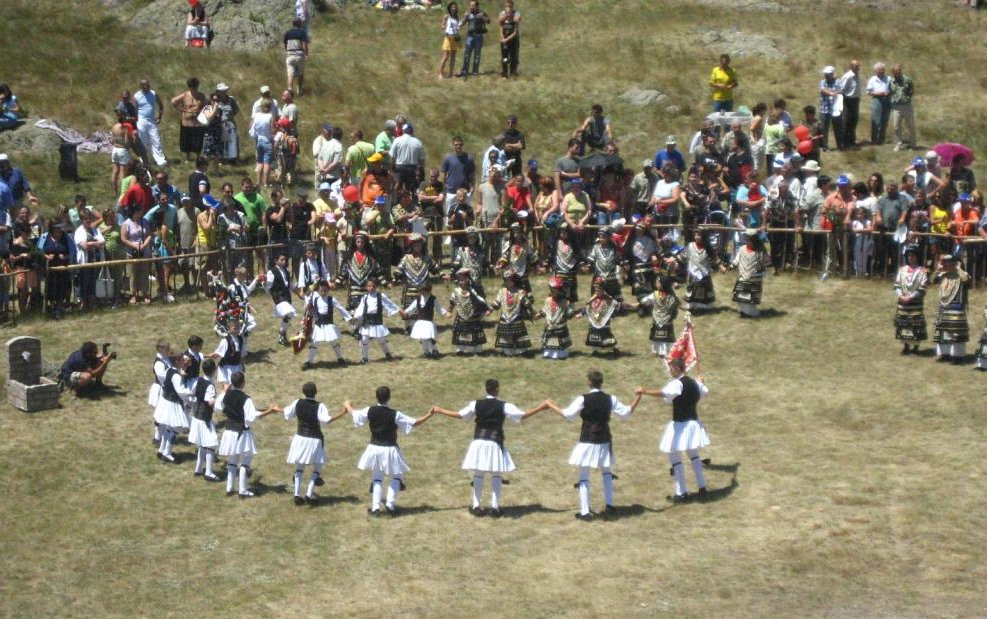
Danse saracatsane.

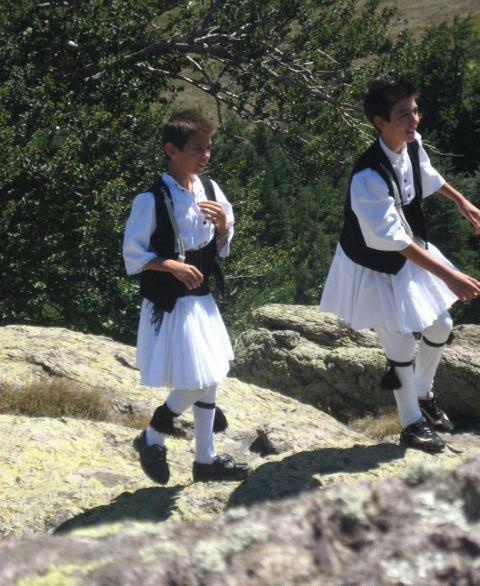
Jeunes Saracatsanes en fustanelle.

Les Saracatsanes ne sont mentionnés sous ce nom qu'à partir de la fin du XVIIIe siècle. Plusieurs hypothèses ont été avancées pour expliquer leurs origines :

### Légende saracatsane
Selon leurs propres légendes, ils seraient issus de Sirakou (en aroumain Sãracu), village montagnard du Pinde à l'est de Ioannina, capitale de l'Épire, ou de Saraketsis (en aroumain Sãrãcutsi, aujourd'hui Perdikkas en Grèce du nord) ; deux groupes d'anciens bergers sédentarisés et en voie de devenir agriculteurs, rencontrés en 1959 près de Voskopojë en Albanie et près de Sliven en Bulgarie par le linguiste roumain Petru Neiescu de l'université de Cluj, interrogés sur leur identité, répondirent en aroumain, leur langue usuelle : « nous sommes Saracatsanes venus de Grèce ».

### Hypothèse valaque
Les historiens et ethnologues aroumains Theodor Capidan et Take Papahagi pensent qu'il s’agissait à l’origine de Valaques hellénisés par la prédication de l'anachorète Côme d'Étolie, car leur dialecte grec est difficilement compréhensible aux Grecs, et comprend des mots et des voyelles d'origine aroumaine comme le ã ainsi que des mots slaves et turcs.

### Hypothèse bulgare
L'ethnographie bulgare, mais aussi des auteurs comme le grec Kóstas Krystállis, estiment que les Saracatsanes ont pu développer leur dialecte en raison de leur nomadisme à travers des territoires habités par des Grecs, des Albanais, des Valaques, des Bulgares et des Turcs, sans être nécessairement issus d’un seul de ces groupes ethniques. Dans cette hypothèse bulgare, Sarakatsan ou Karakatchan pourrait ne rien à voir avec Sirakou, mais être une déformation du turc karakaçak (« obscur fuyard », au sens de contrebandier). À l'appui de cette thèse, le mot karakatchan désigne aussi en Bulgarie et en Turquie une race ovine, un poney des Balkans et d'Asie mineure et une race de chien de berger des montagnes bulgares.
Le Britannique J.K. Campbell précise qu’en 1937, beaucoup de Saracatsanes s'adonnaient encore au pastoralisme transhumant ainsi qu'au vol et à la revente de bétail (en grec zooklopi) appartenant aux Valaques. Il précise qu’ils étaient nomades et vivaient dans les huttes d'osier tressé (colibes ou kalives) tandis que Kóstas Krystállis note que ce peuple est assez endogamique, donc isolé du point de vue anthropologique : il en conclut qu’ils vivent probablement depuis des siècles plus ou moins dans les mêmes conditions et les mêmes régions où ils se trouvaient au début du XXe siècle. 

### Hypothèse protochroniste
L’ethnographe grecque Angelikí Chatzimicháli (pl) (1957) et des auteurs comme Evripídis Makrís (1990) ou Aris Poulianos (1993) considèrent les Saracatsanes comme un « isolat archaïque », à la fois « ethnique » et « linguistique », interprétant les éléments de leur culture comme « prototypiques de la culture grecque archaïque » : leur mode de vie pastoral, leur organisation sociale et leur art qu’ils relient au style « géométrique » de la Grèce pré-classique. À ce titre, ils pourraient être considérés comme la population la plus ancienne de Grèce, que les anciens Grecs appelaient « Pélasges ».
Poulianos alla bien plus loin au 9e congrès international de l'IUAES à Chicago en 1973, ainsi que dans un livre. Pour lui les Saracatsanes, de type continental, « dinarique » ou « épirotique », seraient présents en Europe depuis bien plus longtemps que le type méditerranéen et descendraient en droite ligne des populations mésolithiques, voire du type « Cro-Magnon au sens large » d'Europe de l'ouest du Paléolithique supérieur. En 1970 il les considère comme un « peuple pré-Néolithique », leur trouve un faciès bas (68 mm) et assez large (143 mm) et les classe parmi les « Proto-Européens ». Selon lui, outre les montagnes du Pinde, on rencontre également ce type épirotique parmi les habitants du nord-ouest de la Grèce - qui ont donné leur nom au type ; au Monténégro (décrit par K.W. Ehrich en 1948) ; au nord-ouest de la Bulgarie (décrit par Aris Poulianos en 1966) ; en Roumanie (décrit par Milcu et Dumitrescu en 1958-1961) ; en Ukraine (décrit par Djatchenko en 1965).

### Hypothèse du «melting pot pastoral»

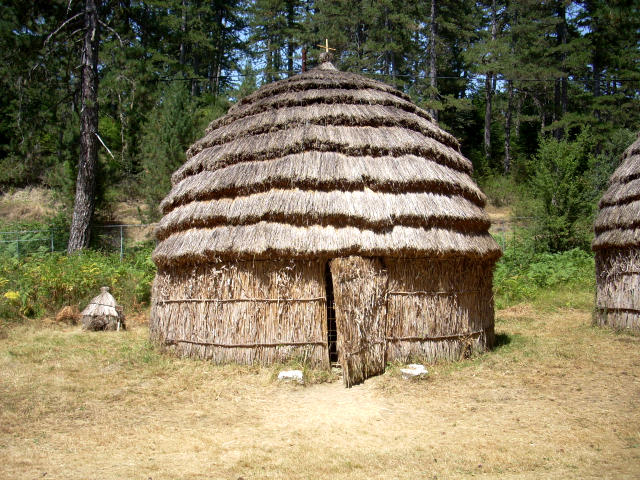
Colibe reconstruit à Gyftokampos (Épire).

Les approches protochronistes trouvent chez Ernest Gellner, sociologue de la London School of Economics, et chez Paul Robert Magocsi, ethnologue de l’Université de Toronto (Canada), une autre explication basée sur la notion de « melting pot pastoral », et selon laquelle les Saracatsanes/Karakatchanes, comme d'autres confréries d'éleveurs nomades, seraient un « groupe social » d'origine récente, issus d'un mélange de paysans ou bergers pauvres et de toute sorte d'exclus et de fuyards (tels les « klephtes »), réfugiés dans les montagnes des Balkans pour se soustraire à l'exploitation par les Ottomans, à la confiscation de leur cheptel au profit de bergers turcs ou islamisés, et à l'intensification de la répression ottomane du XVIIIe siècle (ce qui expliquerait que nul ne les signale auparavant).
Quant au danois Carsten Høeg, il affirme que même si leur lexique est truffé de termes d’origines diverses, ni la phonétique ni la structure grammaticale de leur parler grec ne possèdent de traces d’éléments étrangers au Grec moderne, ce qui suggère une appropriation récente. Il met en évidence des éléments d’origine sédentaire dans la culture des Saracatsanes. Or, à l'époque ottomane, des beys ottomans et seldjoukides mirent en place le système féodal des domaines timariotes qui confisquèrent les meilleurs terres et pâturages, en chassèrent les bergers chrétiens (Grecs ou Valaques) et firent venir à leur place des Yörüks d'Anatolie, connus des Grecs sous le nom de Konariotes. L'immigration des Yörüks se poursuivit jusqu’au milieu du XVIIIe siècle et les bergers indigènes dépossédés prirent le maquis : ce sont les Saracatsanes. De fait, sur les territoires où ils apparaissent alors, on observe un inextricable mélange de toponymes grecs, albanais, slaves et valaques, et leur lingua franca est un grec grammaticalement clair, mais lexicalement de type « pidgin » : avec le nomadisme, le mélange culturel était inévitable au sein d’une communauté s'identifiant non par la langue mais par son mode de vie en marge des sociétés sédentaires, et on peut expliquer ainsi les particularismes saracatsanes sans nécessairement faire appel aux seuls Valaques, ni à des hypothèses protochronistes les faisant remonter aux Pélasges ou à la Préhistoire.

## Sédentarisation forcée et renaissance culturelle
Quoi qu'il en soit, les Saracatsanes n'étaient guère appréciés des sédentaires, et en 1938, le général Metaxas, alors maître de la Grèce, émit le décret no 1223 du 4 mai 1938, obligeant les Saracatsanes à se sédentariser, à s'enregistrer comme éleveurs en Thrace occidentale, et à scolariser leurs enfants, sous peine d'emprisonnement, d'enrôlement forcé et de confiscation des troupeaux. Ceux qui s'y refusèrent quittèrent le pays vers l'Albanie, la Yougoslavie et la Bulgarie, mais après la Seconde Guerre mondiale, des mesures similaires furent prises dans ces pays devenus communistes, ce qui a mené dans l'ensemble des Balkans à leur disparition en tant que groupe nomade. En revanche, ils réapparaissent comme ensembles culturels lors des festivals folkloriques, et ceux que Patrick Leigh Fermor a rencontrés dans les années 1960 en Grèce se considéraient clairement comme « Grecs », au même titre que les Aroumains.